# Coupe du monde de cyclo-cross 2013-2014
Navigation
2012-2013 2014-2015
La Coupe du monde de cyclo-cross 2013-2014 est la 21e édition de la coupe du monde de cyclo-cross qui a lieu du 20 octobre 2013 à Fauquemont au 26 janvier 2014 à Nommay. Elle comprend sept manches pour toutes les catégories, c'est-à-dire les hommes, les femmes, les espoirs et juniors. Toutes les épreuves font partie du calendrier de la saison de cyclo-cross masculine et féminine 2013-2014.

## Calendrier
| # | Date        | Course                                |
| - | ----------- | ------------------------------------- |
| 1 | 20 octobre  | Fauquemont (Cauberg Cyclo-Cross)      |
| 2 | 26 octobre  | Tábor (Cyclocross Tábor)              |
| 3 | 23 novembre | Coxyde (Duinencross)                  |
| 4 | 22 décembre | Namur (Cyclo-cross de la Citadelle)   |
| 5 | 26 décembre | Heusden-Zolder (GP Eric De Vlaeminck) |
| 6 | 5 janvier   | Rome (Memorial Romano Scotti)         |
| 7 | 26 janvier  | Nommay (Cyclo-cross de Nommay)        |

## Hommes élites

### Résultats
| # | Date        | Lieu           | Vainqueur         | Deuxième          | Troisième         | Leader du classement général |
| - | ----------- | -------------- | ----------------- | ----------------- | ----------------- | ---------------------------- |
| 1 | 20 octobre  | Fauquemont     | Lars van der Haar | Kevin Pauwels     | Philipp Walsleben | Lars van der Haar            |
| 2 | 26 octobre  | Tábor          | Lars van der Haar | Philipp Walsleben | Kevin Pauwels     | Lars van der Haar            |
| 3 | 23 novembre | Coxyde         | Niels Albert      | Francis Mourey    | Philipp Walsleben | Lars van der Haar            |
| 4 | 22 décembre | Namur          | Francis Mourey    | Klaas Vantornout  | Niels Albert      | Lars van der Haar            |
| 5 | 26 décembre | Heusden-Zolder | Lars van der Haar | Martin Bína       | Zdeněk Štybar     | Lars van der Haar            |
| 6 | 5 janvier   | Rome           | Niels Albert      | Lars van der Haar | Sven Nys          | Lars van der Haar            |
| 7 | 26 janvier  | Nommay         | Tom Meeusen       | Francis Mourey    | Philipp Walsleben | Lars van der Haar            |

### Classement général
| Pos | Coureur             | Points |
| --- | ------------------- | ------ |
| 1   | Lars van der Haar   | 467    |
| 2   | Philipp Walsleben   | 409    |
| 3   | Niels Albert        | 392    |
| 4   | Kevin Pauwels       | 363    |
| 5   | Francis Mourey      | 340    |
| 6   | Klaas Vantornout    | 321    |
| 7   | Tom Meeusen         | 309    |
| 8   | Bart Aernouts       | 308    |
| 9   | Rob Peeters         | 294    |
| 10  | Thijs van Amerongen | 279    |

## Femmes élites

### Résultats
| # | Date        | Lieu           | Vainqueur         | Deuxième          | Troisième       | Leader du classement général |
| - | ----------- | -------------- | ----------------- | ----------------- | --------------- | ---------------------------- |
| 1 | 20 octobre  | Fauquemont     | Marianne Vos      | Katherine Compton | Nikki Harris    | Marianne Vos                 |
| 2 | 26 octobre  | Tábor          | Katherine Compton | Nikki Harris      | Pavla Havlíková | Katherine Compton            |
| 3 | 23 novembre | Coxyde         | Katherine Compton | Sanne Cant        | Nikki Harris    | Katherine Compton            |
| 4 | 22 décembre | Namur          | Katherine Compton | Marianne Vos      | Nikki Harris    | Katherine Compton            |
| 5 | 26 décembre | Heusden-Zolder | Katherine Compton | Marianne Vos      | Sanne Cant      | Katherine Compton            |
| 6 | 5 janvier   | Rome           | Katherine Compton | Marianne Vos      | Eva Lechner     | Katherine Compton            |
| 7 | 26 janvier  | Nommay         | Marianne Vos      | Helen Wyman       | Eva Lechner     | Katherine Compton            |

### Classement général
| Pos | Coureuse              | Points |
| --- | --------------------- | ------ |
| 1   | Katherine Compton     | 350    |
| 2   | Nikki Harris          | 284    |
| 3   | Marianne Vos          | 270    |
| 4   | Sanne Cant            | 261    |
| 5   | Helen Wyman           | 214    |
| 6   | Ellen Van Loy         | 190    |
| 7   | Eva Lechner           | 150    |
| 8   | Lucie Chainel-Lefèvre | 145    |
| 9   | Sophie de Boer        | 144    |
| 10  | Pavla Havlíková       | 139    |

## Hommes espoirs

### Résultats
| # | Date        | Lieu           | Vainqueur              | Deuxième             | Troisième              | Leader du classement général |
| - | ----------- | -------------- | ---------------------- | -------------------- | ---------------------- | ---------------------------- |
| 1 | 20 octobre  | Fauquemont     | Michael Vanthourenhout | Wout van Aert        | Mathieu van der Poel   | Michael Vanthourenhout       |
| 2 | 26 octobre  | Tábor          | Mathieu van der Poel   | Gianni Vermeersch    | Wout van Aert          | Mathieu van der Poel         |
| 3 | 23 novembre | Coxyde         | Mathieu van der Poel   | Laurens Sweeck       | Gianni Vermeersch      | Mathieu van der Poel         |
| 4 | 22 décembre | Namur          | Wout van Aert          | Mathieu van der Poel | Laurens Sweeck         | Mathieu van der Poel         |
| 5 | 26 décembre | Heusden-Zolder | Mathieu van der Poel   | Wout van Aert        | Mike Teunissen         | Mathieu van der Poel         |
| 6 | 5 janvier   | Rome           | Mathieu van der Poel   | Wout van Aert        | Laurens Sweeck         | Mathieu van der Poel         |
| 7 | 26 janvier  | Nommay         | Wout van Aert          | Mathieu van der Poel | Michael Vanthourenhout | Mathieu van der Poel         |

### Classement général
| Pos | Coureur                | Points |
| --- | ---------------------- | ------ |
| 1   | Mathieu van der Poel   | 385    |
| 2   | Wout van Aert          | 331    |
| 3   | Laurens Sweeck         | 232    |
| 4   | Gianni Vermeersch      | 214    |
| 5   | Tim Merlier            | 187    |
| 6   | Michael Vanthourenhout | 185    |
| 7   | David van der Poel     | 182    |
| 8   | Mike Teunissen         | 174    |
| 9   | Stan Godrie            | 162    |
| 10  | Jens Adams             | 158    |

## Hommes juniors

### Résultats
| # | Date        | Lieu           | Vainqueur       | Deuxième        | Troisième         | Leader du classement général |
| - | ----------- | -------------- | --------------- | --------------- | ----------------- | ---------------------------- |
| 1 | 20 octobre  | Fauquemont     | Lucas Dubau     | Joshua Dubau    | Yannick Peeters   | Lucas Dubau                  |
| 2 | 26 octobre  | Tábor          | Adam Toupalik   | Eli Iserbyt     | Joris Nieuwenhuis | Eli Iserbyt                  |
| 3 | 23 novembre | Coxyde         | Kobe Goossens   | Yannick Peeters | Thijs Aerts       | Eli Iserbyt                  |
| 4 | 22 décembre | Namur          | Yannick Peeters | Adam Toupalik   | Joris Nieuwenhuis | Yannick Peeters              |
| 5 | 26 décembre | Heusden-Zolder | Adam Toupalik   | Yannick Peeters | Thijs Aerts       | Yannick Peeters              |
| 6 | 5 janvier   | Rome           | Adam Toupalik   | Kobe Goossens   | Eli Iserbyt       | Adam Toupalik                |
| 7 | 26 janvier  | Nommay         | Thijs Aerts     | Adam Toupalik   | Yannick Peeters   | Adam Toupalik                |

### Classement général
| Pos | Coureur           | Points |
| --- | ----------------- | ------ |
| 1   | Adam Toupalik     | 326    |
| 2   | Yannick Peeters   | 296    |
| 3   | Kobe Goossens     | 252    |
| 4   | Thijs Aerts       | 235    |
| 5   | Eli Iserbyt       | 217    |
| 6   | Joris Nieuwenhuis | 210    |
| 7   | Jelle Schuermans  | 203    |
| 8   | Pascal Eenkhoorn  | 175    |
| 9   | Johan Jacobs      | 166    |
| 10  | Lucas Dubau       | 145    |